# Pak Che-soon
Pak Che-soon (hangeul : 박제순 ; hanja : 朴濟淳), né le 7 décembre 1858 et mort le 20 juin 1916, est un homme politique et diplomate coréen de la fin de la période Joseon. Son nom d'artiste était Pyeongjae (평재, 平齋).
Aujourd'hui, en Corée du Sud, il est considéré comme l'un des « Cinq traîtres d'Eulsa » qui ont livré le pays à la domination japonaise en signant le traité d'Eulsa en 1905.

## Biographie
Originaire de Yongin près de Séoul, Pak est le fils d'un petit fonctionnaire du gouvernement et partisan de Kim Yun-sik (ko). Le nom de clan de sa famille est Bannam (반남).
En 1883, après avoir passé l'examen impérial coréen, il est envoyé à Tianjin. Le 9 octobre 1898, il est promu au poste de ministre des Affaires étrangères et c'est à ce titre qu’il signe le traité d'Eulsa, qui prive de fait la Corée de sa souveraineté et la transforme en protectorat de l'empire du Japon. Le 28 novembre 1905, il devient ministre d'État. Il est Premier ministre de l'empire coréen de 1905 à 1907, puis de 1909 à 1910.
De 1907 à 1910, Pak est ministre de l'Intérieur dans le gouvernement de Yi Wan-Yong. À ce titre, il signe le traité d'annexion de la Corée en 1910, par lequel la Corée est officiellement annexée par l'empire du Japon. Au départ, tous les ministres étaient opposés à la signature de ce traité. Pak a même déclaré qu'il préférerait se suicider si le Japon l'obligeait à le signer. Cependant, sous la menace d'exécution, cinq des ministres, dont Pak, signent le traité.
Le 16 octobre 1910, Pak reçoit du gouvernement japonais le titre de vicomte et un siège à la Chambre des pairs de la Diète du Japon.
Le traité est très impopulaire parmi le public coréen, ce qui conduit à des attaques contre les ministres l'ayant signé. Les cinq ministres sont surnommés les « Cinq traîtres d'Eulsa ». Le 6 décembre 1910, un soldat de l'armée coréenne (en) tente de tirer sur Pak alors qu'il entre dans le palais. Pak se réfugie à la légation japonaise, où il accuse l'ambassadeur adjoint Hayashi Gonsuke d'avoir « fait de [lui] un traître envers [son] propre pays ». Pak tente alors de se trancher la gorge, mais est arrêté par Hayashi. Il est ensuite envoyé à l’hôpital pour y être soigné. Il siège ensuite à l'Institut consultatif central du gouvernement-général de Corée.
En vertu de la loi spéciale de remboursements par les collaborateurs pro-japonais promulguée en 2005, les biens des descendants de neuf personnes ayant collaboré lors de l'annexion de la Corée par le Japon sont confisqués par le gouvernement sud-coréen.

## Distinctions
Empire coréen
- Ordre de Taegeuk (3e classe), 22 avril 1900[6]

 Royaume de Belgique
- Ordre royal du Lion (3e classe), 26 octobre 1901[7]